# Lord Mayor of London

Wappen des Sir William Russell, Lord Mayor (2019/21)

Der Lord Mayor of London ist der Vorsitzende der City of London Corporation. Sein vollständiger Titel lautet The Right Honourable Lord Mayor of London. Sein Amt ist nicht mit dem des Mayor of London (Bürgermeister von London) zu verwechseln, der für das größere Gebiet von Greater London zuständig ist, während sich der Amtsbereich des Lord Mayor nur auf die City of London erstreckt. Dort ist der Lord Mayor als Leiter der City of London Corporation der höchste Würdenträger; nur der Monarch steht über ihm.
Der Lord Mayor wird jedes Jahr Ende September oder Anfang Oktober neu gewählt. Einen Tag nach der Amtsübernahme wird seit 1215 die Lord Mayor’s Show durchgeführt, wobei der Lord Mayor in die City of Westminster reist, um im Beisein der obersten Richter dem Monarchen Treue zu schwören. Das Amt des Lord Mayor ist vor allem zeremonieller Natur, wie auch seine Rolle als porte-parole für britische Finanzdienstleistungen.
Der aktuelle Lord Mayor Amtsjahr 2024/2025 ist Alastair King.

## Titel und Ehren

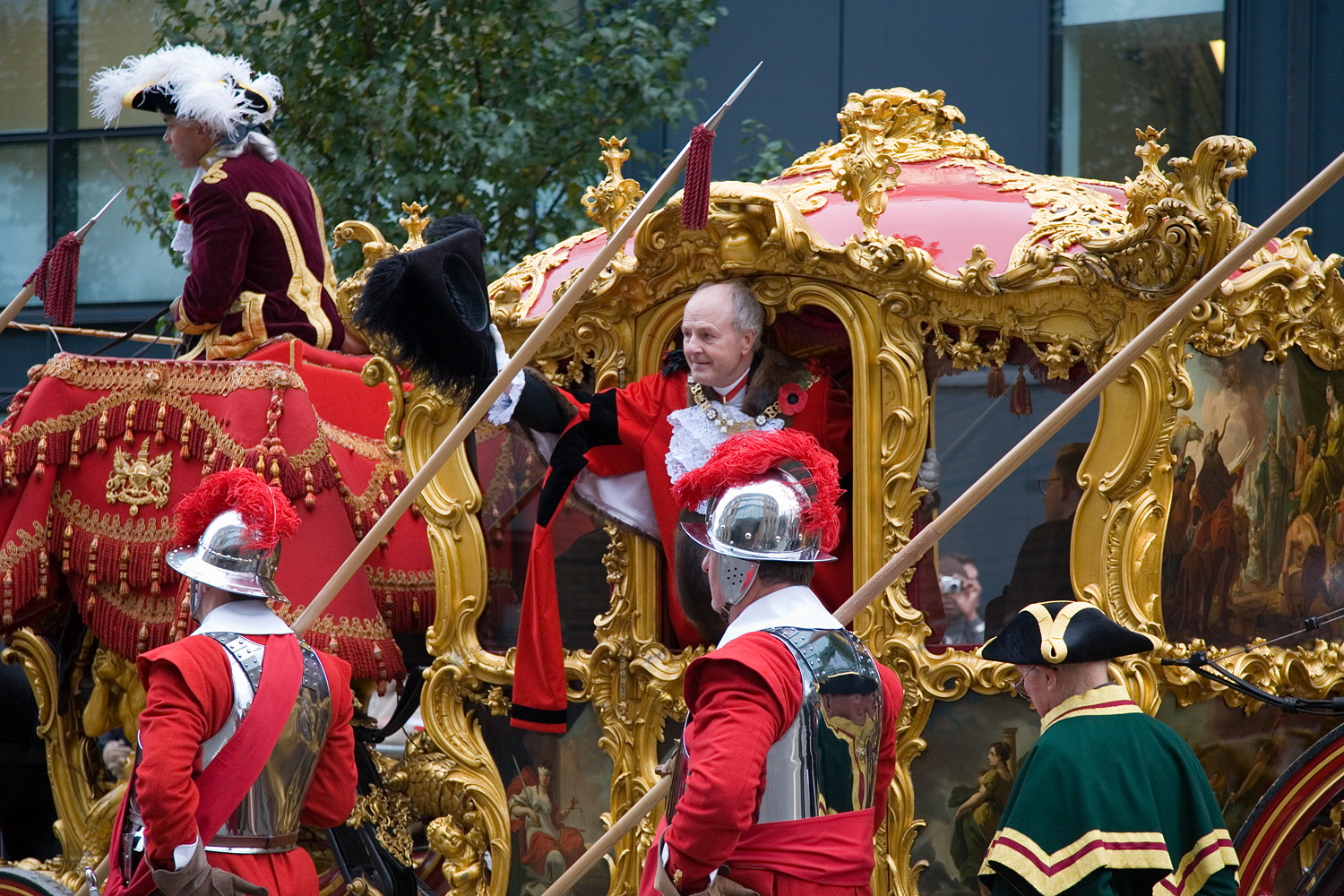
Sir John Stuttard während der Lord Mayor’s Show, 2006

Im Vereinigten Königreich gibt es 66 Städte; 30 davon werden von einem Lord Mayor angeführt (in Schottland von einem Lord Provost). Der Lord Mayor of London trägt wie Mitglieder des Privy Council das Ehrenprädikat The Right Honourable. Dieses Recht steht sonst nur den Lord Mayors von Bristol, York, Cardiff und Belfast zu, außerdem den Lord Provosts von Edinburgh und Glasgow. Ist eine Frau der Lord Mayor, so trägt sie ebenfalls diesen Titel. Die Ehefrau eines Lord Mayors wird als Lady Mayoress bezeichnet, für den Ehemann eines weiblichen Lord Mayors gibt es keinen entsprechenden Titel. Der Lord Mayor wird mit My Lord Mayor angesprochen, seine Frau als My Lady Mayoress.
Seit dem 16. Jahrhundert war es Brauch, dass die Lord Mayors bei Amtsantritt zu Rittern geschlagen wurden und bei ihrem Rücktritt den erblichen Titel eines Baronets erhielten. Dieser Automatismus kommt heute allerdings nicht mehr zur Anwendung. Seit 1993 werden die Lord Mayors auch nicht mehr zu Rittern geschlagen. Es kommt allerdings manchmal vor, dass ihnen von ausländischen Staatsoberhäuptern Ehrentitel und Orden verliehen werden.

## Geschichte

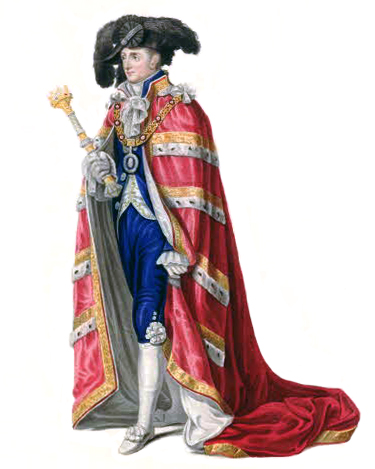
Der Lord Mayor of London in seiner Krönungsrobe

Das Amt des Lord Mayor wurde 1189 geschaffen, die Bezeichnung dazu wird aber erst seit 1414 verwendet. Seit 1215 werden die Lord Mayors nicht mehr vom Monarchen ernannt, sondern werden durch Vertreter der City of London gewählt. Die Amtszeit beträgt ein Jahr; es ist nicht üblich, für eine zweite Amtszeit zu kandidieren. Fast 700 Personen dienten bereits als Lord Mayor. Die einzigen Frauen, die bisher gewählt wurden, waren 1983 Dame Mary Donaldson und 2013 Dame Fiona Woolf. Nur zwei Lord Mayors wurden viermal und nur zwei wurden dreimal gewählt. Diese Ausnahmefälle geschahen jedoch bereits im 14. bzw. im frühen 15. Jahrhundert.
Der letzte Lord Mayor, der für zwei Amtsperioden gewählt wurde, ist Sir William Russell, der vor dem Hintergrund der COVID-19-Pandemie 2020 wiedergewählt wurde. Vor ihm war zuletzt Sir Robert Fowler in den Jahren 1883 und 1885 zweimal gewählt worden.

## Die Wahl
Der Lord Mayor wird durch die Common Hall gewählt, eine Versammlung von Vertretern der Livery Companies der Stadt. Die Versammlung wird durch den amtierenden Lord Mayor einberufen und findet am 29. September (Michaelmas bzw. Michaelistag) in der Guildhall statt. Fällt dieser Tag auf das Wochenende, so findet die Versammlung am nächsten Werktag statt. Die Wahl erfolgt durch Handerheben. Falls ein Mitglied der Wahlversammlung eine geheime Wahl wünscht, so findet diese zwei Wochen später statt.
Seit 1385 muss ein Lord Mayor vorher als Sheriff gedient haben, seit 1435 muss er aus den Reihen der Ratsherren (Aldermen) gewählt werden. In 25 Wahlkreisen wird je ein Alderman gewählt, der dieses Amt auf Lebzeiten (oder bis zu seinem Rücktritt) ausübt. Es ist jedoch üblich, dass sich die Aldermen alle sechs Jahre zur Wiederwahl stellen. Ein neu gewählter Lord Mayor muss sein Amt als Alderman nicht ablegen. Der Lord Mayor wird im November vereidigt. Diese Zeremonie wird Silent Ceremony („stille Zeremonie“) genannt, weil außer einer kurzen Erklärung des neu Gewählten keine Reden gehalten werden. In der Guildhall übergibt der scheidende Lord Mayor seinem Nachfolger die Amtsinsignien; ein Siegel, eine Brieftasche, ein Schwert (Sword of State) und eine zeremonielle Keule.

## Lord Mayor’s Show

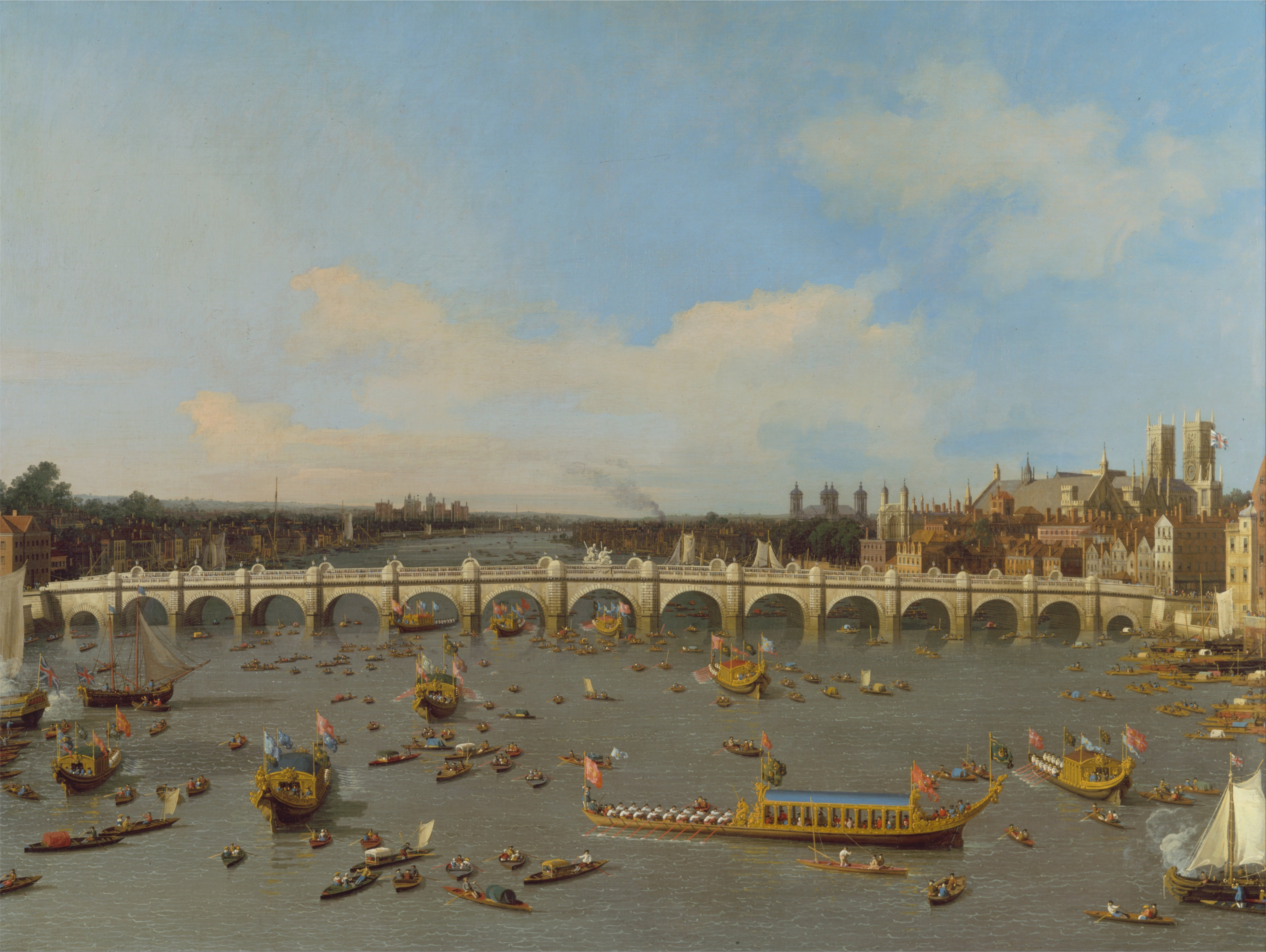
Die Lord Mayor’s Show, London 1747

Einen Tag nach der Vereidigung nimmt der Lord Mayor an einer Parade namens Lord Mayor’s Show teil. Diese führt von der City zu den Royal Courts of Justice in Westminster, wo der Lord Mayor im Beisein der höchsten Richter dem Monarchen Treue schwört. Bis zur Einführung des Gregorianischen Kalenders in Großbritannien (1751) fand die Parade am 28. Oktober statt, danach am 9. November. Seit 1959 findet die Lord Mayor’s Show jeweils am zweiten Samstag im November statt.
Früher war die Route von Jahr zu Jahr unterschiedlich, weil der Umzug jeweils durch den Wahlkreis des neuen Lord Mayor führte. Seit 1952 ist die Route jedoch unverändert geblieben. Einst reiste der Lord Mayor hoch zu Ross nach Westminster oder fuhr mit dem Boot auf der Themse, je nach gewählter Route. Nachdem Sir Gilbert Heathcote im Jahre 1710 von einem betrunkenen Blumenmädchen vom Pferd gerissen wurde, benutzt der Lord Mayor seitdem eine Staatskutsche. Boote werden seit 1856 nicht mehr verwendet. Die heute verwendete, kunstvoll verzierte und vergoldete Staatskutsche wurde 1757 gebaut und kostete damals 1065 Pfund und 3 Pence, nach heutigem Wert etwa 120.000 Pfund oder 180.000 Euro.
Die zwölf größten Livery Companies nehmen jedes Mal an der Parade teil. Dazu zählen die Zünfte der Samt- und Seidenhändler, der Lebensmittelhändler, der Stoffhändler, der Fischhändler, der Goldschmiede, der Schneider, der Pelzhändler, der Kleiderhändler, der Salzhändler, der Eisenwarenhändler, der Weinhändler und der Stoffverarbeiter. Die kleineren Zünfte müssen auf eine Einladung hoffen. Außerdem marschieren Blaskapellen und Militärangehörige mit.
Die Parade beginnt an der Guildhall. Der Lord Mayor reiht sich beim Mansion House, der offiziellen Residenz, am Ende des Umzugs ein. Unterwegs hält der Lord Mayor an der St Paul’s Cathedral, um den Segen des Dekans zu erhalten. In den Royal Courts of Justice legt er einen Treueschwur ab. Nach der Rückkehr zum Mansion House wird er von Vertretern der City of London Corporation empfangen. Die Parade beginnt um elf Uhr vormittags und dauert rund 2,5 Stunden. Abends gibt es ein Feuerwerk zu bestaunen.

## Aufgaben

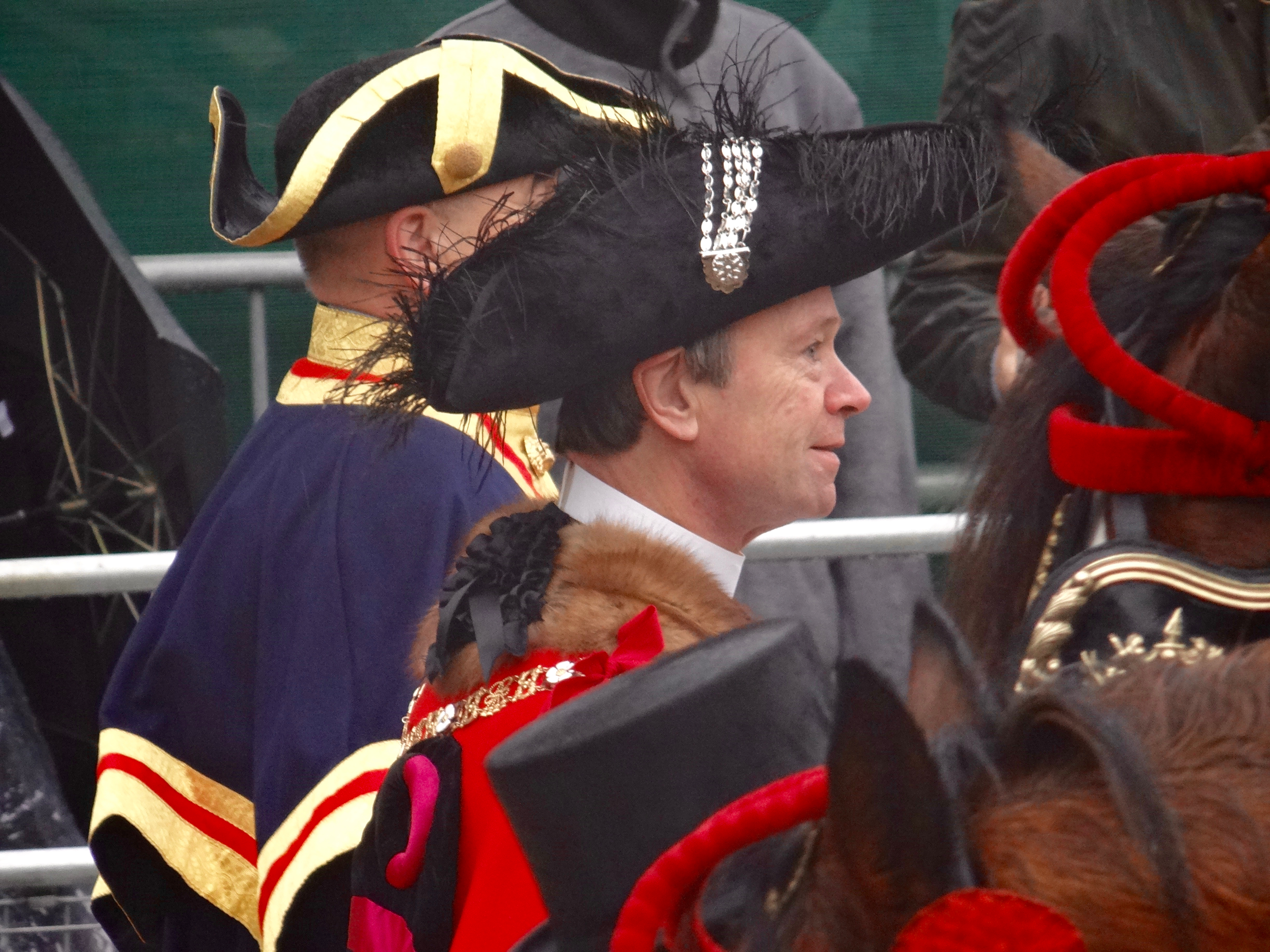
Lord Mayor Mountevans, 2015

Die Aufgaben des Lord Mayor sind hauptsächlich zeremonieller und weniger politischer Natur. Er empfängt und beherbergt ausländische Würdenträger. Um für den britischen Finanzsektor zu werben, bereist er das Ausland; normalerweise jene Länder, die gerade den EU-Vorsitz führen. Mehrmals im Jahr veranstaltet der Lord Mayor in seiner Residenz Bankette, an denen wichtige Regierungsmitglieder vielbeachtete Reden (sogenannte Mansion-House-Reden) halten, darunter der Premierminister, der Finanzminister und der Außenminister.
Der Lord Mayor übt auch zahlreiche andere Funktionen aus. Er ist der oberste Magistrat der City of London, Admiral des Londoner Hafens, Kanzler der City University, Oberbefehlshaber der Kadetten und Reservetruppen der City sowie Treuhänder der Saint Paul’s Cathedral.

## Rechte und Privilegien

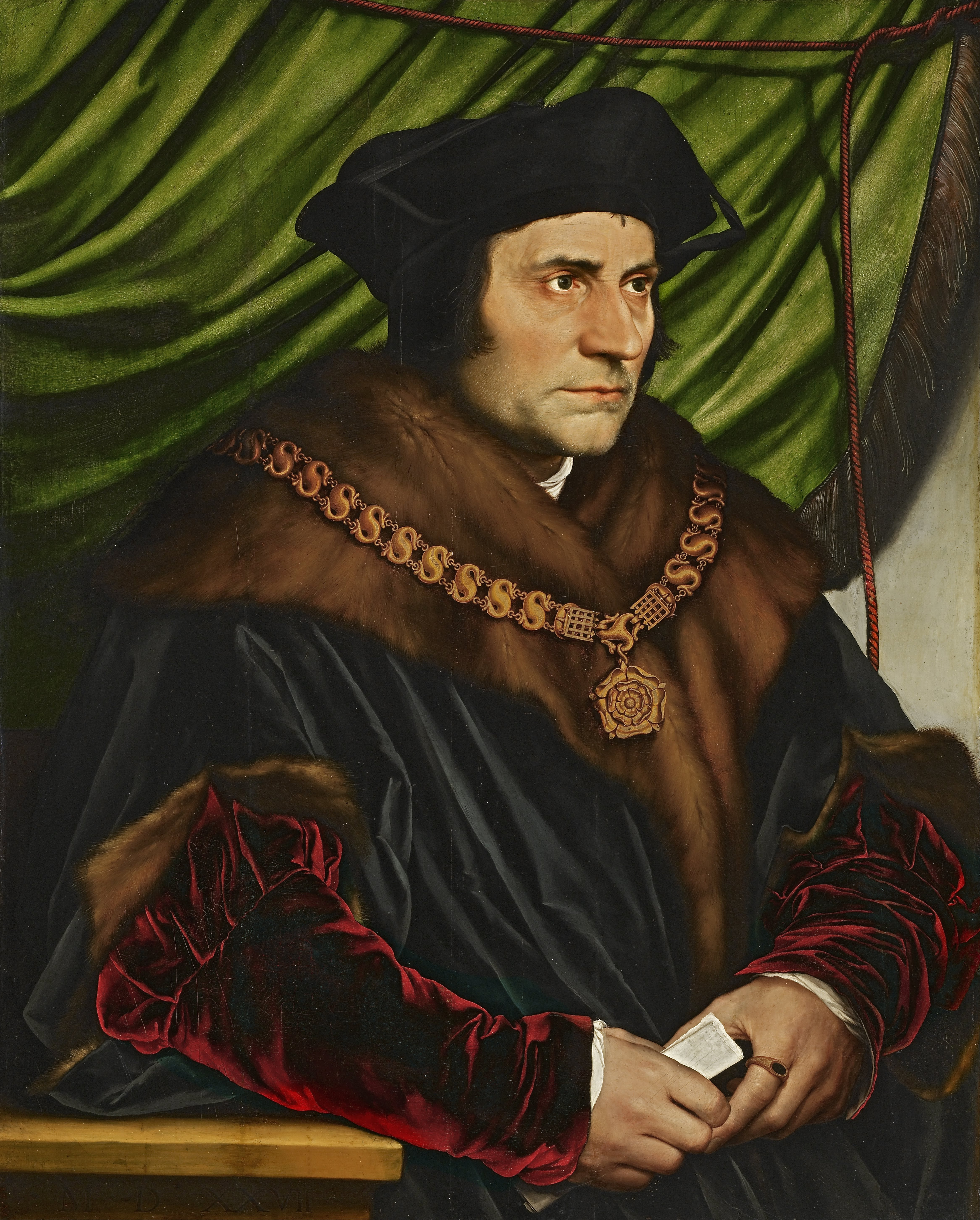
Das Collar of SS wurde wahrscheinlich einst von Sir Thomas More getragen

Die Residenz des Lord Mayors ist das Mansion House. Der Bau wurde nach dem Großen Brand von London im Jahre 1666 beschlossen, begann aber erst 1739. Sir Crispin Gascoigne war 1752 der erste Bewohner. Es wird fälschlicherweise oft angenommen, dass der Lord Mayor dem Monarchen den Zutritt zur Stadt verwehren kann. Diese Annahme basiert auf einem falschen Verständnis der Zeremonie, die bei einem Besuch des Monarchen stattfindet. An der Temple Bar präsentiert der Lord Mayor dem Monarchen das perlenbesetzte Sword of State als Zeichen der Treue. Der Monarch wartet also nicht etwa auf die Erlaubnis, die City betreten zu dürfen.
Die Bedeutung des Amtes zeigt sich in der Zusammensetzung des Accession Council. Diese Versammlung proklamiert die Thronbesteigung des Monarchen. Dem Accession Council gehören der Lord Mayor und die Aldermen der City, hohe anglikanische Geistliche, Mitglieder des Oberhauses und die Privy Counsellors (Kronräte) an. Bei den Krönungsbanketten, die bis 1821 durchgeführt wurden, hatte der Lord Mayor von London zusammen mit seinem Amtskollegen aus Oxford das Recht, dem königlichen Butler zu assistieren. Der Lord Mayor von Winchester assistierte dem königlichen Koch.
Der Lord Mayor ist dazu berechtigt, das Collar of Esses (auch Collar of SS) zu tragen. Dies ist eine Kette aus 28 goldenen, s-förmigen Gliedern (die Bedeutung dieser Symbolik ist unbekannt). Man nimmt an, dass die Kette einst dem Lordkanzler Sir Thomas More gehörte und ihm vor seiner Exekution im Jahre 1535 abgenommen wurde.